# Gustavo Sotelo
Gustavo Ángel Sotelo Mendoza (* 16. März 1968 in Asunción) ist ein ehemaliger paraguayischer Fußballspieler und -trainer. Der offensive Mittelfeldspieler bestritt elf Länderspiele für Paraguay und wurde auf Vereinsebene zwei Mal paraguayischer Meister.

## Karriere

### Verein
Gustavo Sotelo begann seine Profikarriere 1985 in seiner Heimat bei Cerro Porteño. Der Mittelfeldspieler spielte in verschiedenen Ländern Südamerikas. Von 1991 bis 1992 lief er in Kolumbien für Deportivo Cali auf, 1995 stand er in Brasilien bei Cruzeiro EC und 2000 bei Santa Cruz unter Vertrag. 1998 war Sotelo bei Barcelona SC in Ecuador und noch im selben Jahr bei den Rangers de Talca in Chile aktiv. 2000 spielte der elfmalige Nationalspieler in Uruguay bei den CA Rentistas. Auch in Paraguay spielte er für die großen Vereine aus der Hauptstadt wie Olimpia oder Guaraní. 2002 beendete Sotelo seine Spielerkarriere bei Deportivo Recoleta.

### Nationalmannschaft
In der paraguayischen Nationalmannschaft bestritt Sotelo elf Länderspiele. Er debütierte im Mai 1993 beim Freundschaftsspiel gegen Bolivien und spielte nach einem weiteren Freundschaftsspiel gegen Mexiko bei der Copa América 1993. Nach einem Sieg über Chile, einem Unentschieden gegen Peru und einer Niederlage gegen Brasilien erreichte Paraguay das Viertelfinale, in dem der Mittelfeldspieler mit seinem Team mit 0:3 gegen Ecuador ausschied. Auch bei der Copa América 1995 kam das paraguayische Team bis ins Viertelfinale, allerdings wurde Sotelo nur im Gruppenspiel gegen Mexiko eingesetzt. Bei der Copa América 1997 wurde Sotelo wieder in den Kader berufen, kam jedoch nicht zum Einsatz. Sein letztes Länderspiel bestritt er im Juni 1997 beim Freundschaftsspiel gegen die USA.

### Trainer
Als Trainer begann Sotelo seine Karriere im Jahr 2005 beim General Caballero ZC. Danach wechselte er 2006 zu Deportivo Pinozá. In der Mitte desselben Jahres übernahm er die Leitung der Jugendmannschaften von Club Cerro Porteño und führte sein Team in der U-16-Kategorie ungeschlagen zum Meistertitel. Dieser Erfolg brachte ihm die Position als Trainer der paraguayischen U-17-Nationalmannschaft ein, die an der Südamerikameisterschaft 2007 in Ecuador teilnahm. Ab 2008 war der elfmalige Nationalspieler wieder bei Vereinen in Paraguays Ligen tätig. 
Ab dem Jahr 2021 begann er, die Frauenmannschaft beim Guaraní zu trainieren, wobei er den Vizemeistertitel und die Qualifikation für die Copa Libertadores Femenino im Jahr 2023 erreichte. Im Jahr 2024 wurde er als Cheftrainer der Frauenfußballmannschaft von Cerro Porteño vorgestellt.

## Erfolge
Cerro Porteño
- Paraguayischer Meister: 1987, 1990, 1992

Cruzeiro
- Copa de Oro Nicolás Leoz: 1995[6]

Olimpia
- Paraguayischer Meister: 1999